# Дворянский полк

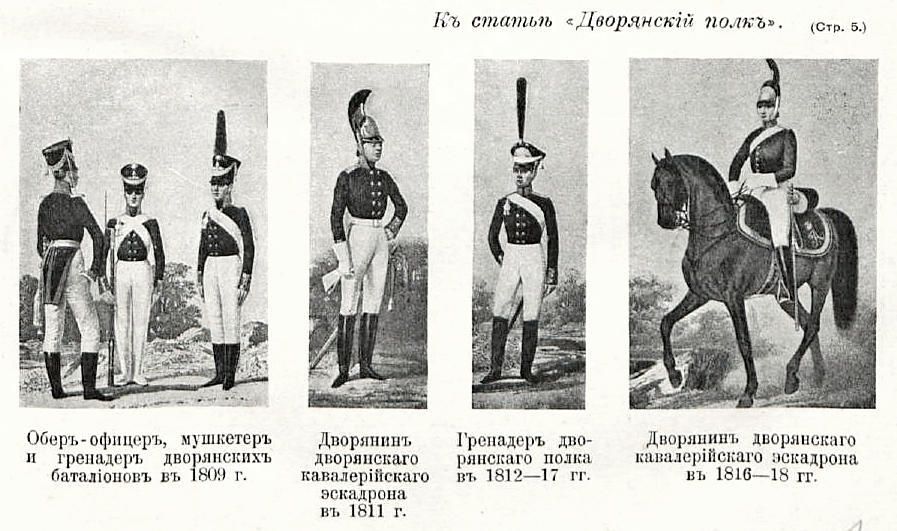
Рисунки из статьи «Дворянский полк» «Военной энциклопедии»

Дворянский полк — военно-учебное заведение Русской армии Вооружённых сил Российской империи.

## История
Политические события в Западной Европе, в начале XIX века, требовали наведения порядка в европейских делах, а для этого соответственно требовалось увеличить количество формирований гвардии и армии ВС России, а вместе с этим и числа офицеров—командиров. 
Рескриптом, от 14 марта 1807 года, Александр I повелел «молодых дворян, от 16 и более лет, желающих вступить в военную службу, вместо определения прямо в полки унтер-офицерами, присылать в петербургские кадетские корпуса» для ознакомления с порядком службы, обучения стрельбе в цель и приобретения познаний, соответствующих назначению. Сборным пунктом для нового учебного заведения, названного сначала Волонтёрным корпусом, был назначен 2-й кадетский корпус на Спасской улице (ныне — улица Красного Курсанта). В следующем году он был переименован в Дворянский полк. Первым командиром был назначен командир гренадерской роты 2-го кадетского корпуса майор Ф. Г. Гольтгойер. Первым шефом был назначен цесаревич Константин Павлович.
Первые дворяне появились 1 апреля 1807 года, когда в приказе по кадетскому корпусу было указано:

Явившиеся во 2 Кадетский корпус Дворяне Михаил Левандовский и Иван Стахович <…> для научения порядку военной службы принимаются в оный корпус <…> в ведение майора Гольтгойера.
К 1 мая их набралось уже 20 человек. Первоначально принимали без экзаменов и к 1 августа на обучение было принято уже более 1000 воспитанников; при них было 4 офицера. С октября 1807 года все прибывавшие для обучения размещались в соседнем со 2-м кадетским корпусом деревянном здании бывшей полотняной фабрики Удельного ведомства, в апреле переданном корпусу. Главным предметом обучения были строевые занятия. Условия проживания были спартанскими. Не хватало кроватей и одеял. Не было шинелей. Туалеты находились вне казарм. Обедали и ужинали в столовой 2-го кадетского корпуса в три смены после воспитанников корпуса.
К началу 1808 года было выпущено: 3 офицера — в гвардию, 188 — в пехоту, 77 — в артиллерию, 21 — в кавалерию.
С декабря 1808 года воспитанники были распределены в два батальона четырёхротного состава. Командиром 1-го батальона был назначен майор Гольтгойер, 2-го батальона — майор Энгельгарт. Общее командование полком возложено на директора 2-го кадетского корпуса генерал-майора А. А. Клейнмихеля. Учебному заведению были пожалованы два знамени с вензелем императора Александра I и надписью: «1807 год. 1-й и 2-й Дворянские батальоны».
Первоначально отличие обмундирования от кадетов было в отсутствии галуна на воротнике и обшлагах. С 10 июля 1810 года воспитанникам Дворянского полка вместо белых были даны гладкие жёлтые погоны. В каждом батальоне было сформировано по гренадерской роте в составе гренадерского и стрелкового взводов.
В 1811 году при полку сформирован Дворянский кавалерийский эскадрон на 110 человек. В кавалерийские офицеры выпускали только лиц, имевших достаточное состояние. Тех, кто не имел необходимых средств для службы в кавалерии, переводили из эскадрона в полк для производства впоследствии в офицеры пехоты. Воспитанники эскадрона жили на вольных квартирах. Лошадей со всей амуницией эскадрону выделяли гвардейские полки.
В течение 1812 года состоялось 15 выпусков, произведено в офицеры 1148 воспитанников.
В 1816 году Дворянскому полку установлен штат воспитанников в две тысячи человек (ещё 236 человек в кавалерийском эскадроне). Были ужесточены правила приёма: дворяне не должны быть моложе 16 и старше 20 лет, должны уметь читать, писать и знать хотя бы первую часть арифметики. Под руководством директора 2-го кадетского корпуса генерала А. И. Маркевича была разработана углублённая учебная программа.
В 1824 году шефом полка назначен Великий Князь Михаил Павлович.
В 1826 году был упразднён Дворянский кавалерийский эскадрон, в котором к этому времени число дворян не превышало 40 человек.
В 1830 году причислен к военно-учебным заведениям 2-го класса.
В 1832 году Дворянский полк отделён от 2-го кадетского корпуса и превращён в самостоятельное учебное заведение. Полку назначен штат в 1000 воспитанников (2 батальона по 500 человек). Командиром полка назначен бывший командир батальона генерал-майор Х. И. Вилькен.
С 1833 года провинциальные кадетские корпуса офицеров не выпускали — для завершения обучения воспитанников переводили в Дворянский полк. Детей 13 — 15 лет «со стороны» также принимали — по конкурсному экзамену (до 1851 года).
В 1837 году в составе Дворянского полка было сформировано семь гренадерских рот (по числу губернских кадетских корпусов) и 8-я роту кандидатов со стороны, поступивших после сдачи соответствующих экзаменов. Первые два выпуска кадет из губернских корпусов состоялись в 1839-м и 1840 году.
В 1837 году отстроено новое здание училища. Полк был разделён на 40 классов. Учебный процесс разделён на два курса: общий (4 года) и специальный (2 года).
25 июня 1838 года училищу высочайше пожалованы скобы на знамёна.
В 1842 году батальоны переформированы в одну гренадерскую и три дворянских роты. Кадет, поступивших из губернских корпусов, распределяли по всем ротам без различия.
С 1851 года полк перестал принимать абитуриентов со стороны и полностью перешёл на комплектование выпускниками губернских кадетских корпусов.
7 апреля 1852 года в полку учреждён 3-й специальный класс, подразделявшийся на три отделения: артиллерийское, инженерное и Генерального штаба, — чтобы предоставить возможность воспитанникам, которые по молодости лет не могли быть выпущены в офицеры после двухлетнего обучения, получить более солидную научную подготовку, окончить курс и поступить на службу офицерами в специальные войска. Выпускники второго специального класса выходили в пехотные, реже в сапёрные и артиллерийские части.
17 апреля 1855 года Дворянский полк переименован в Константиновский кадетский корпус.

## Выпускники училища
См. также Выпускники Дворянского полка
Из Дворянского полка за период 1807—1854 годов было выпущено 13519 офицеров (329 — в гвардию); в их числе: 
- Балицкий, Игнатий Семёнович (вып.1812)
- Батенков, Гавриил Степанович (вып. 1812)
- Рооп, Богдан (Эммануил) Антонович (вып. 1812)
- Сельван, Дмитрий Дмитриевич (вып. 1812)
- Лисенко, Михаил Захарович (вып. 1814)
- Гогинов, Павел Александрович (вып. 1817)
- Соймонов, Фёдор Иванович (вып. 1817)
- Абаза, Платон Никандрович (вып. 1818)
- Годлевский, Кирилл Осипович (вып. 1819)
- Горбачевский, Иван Иванович (вып. 1820)
- Богданович, Модест Иванович (вып. 1823)
- Ромишевский, Владислав Феликсович (вып. 1837)
- Астафьев, Михаил Иванович (вып. 1840)
- Нарбут, Александр Николаевич (вып. 1840)
- Ростковский, Аркадий Францевич (вып. 1841)
- Писаревский, Николай Григорьевич (вып. 1841)
- Карцов, Павел Петрович (вып. 1842)
- Корсаков, Лонгин Фёдорович (вып. 1842)
- Макшеев, Алексей Иванович (вып. 1842)
- Данилович, Григорий Григорьевич (вып. 1843)
- Дьяченко, Виктор Антонович (вып. 1843)
- Кремпин, Валериан Александрович (вып. 1845)
- Беренс, Виктор Иванович (вып. 1846)
- Глухов, Николай Гаврилович
- Журавлёв, Никита Степанович (вып. 1847)
- Корсак, Ричард Валерианович (вып. 1847)
- Тимофеев, Алексей Алексеевич (вып. 1847)
- Черняев, Михаил Григорьевич (вып. 1847)
- Кутлер Николай Фёдорович (вып. 1848)
- Домонтович, Михаил Алексеевич (вып. 1849)
- Драгомиров, Михаил Иванович (вып. 1849)
- Курочкин, Василий Степанович (вып. 1849)
- Венюков, Михаил Иванович (вып. 1850)
- Демьяненков, Николай Афанасьевич (вып. 1850)
- Лейхт, Степан Андреевич (вып. 1850)
- Бобровский, Павел Осипович (вып. 1851)
- Баков, Иван Васильевич (вып. 1852)
- Левицкий, Казимир Васильевич (вып. 1853)